# Johann Gerstenberger
Johann (Johannes) Gerstenberger (în rusă Иоганн Готлибович Герстенбергер; n. 29 iunie 1862, Berezina, Q12110601⁠(d), gubernia Basarabia, Imperiul Rus – d. 25 mai 1930, Județul Cetatea-Albă, România) a fost un german basarabean și politician țarist, deputat în Duma de Stat al celei de-a II-a convocări din partea Basarabiei.

## Biografie

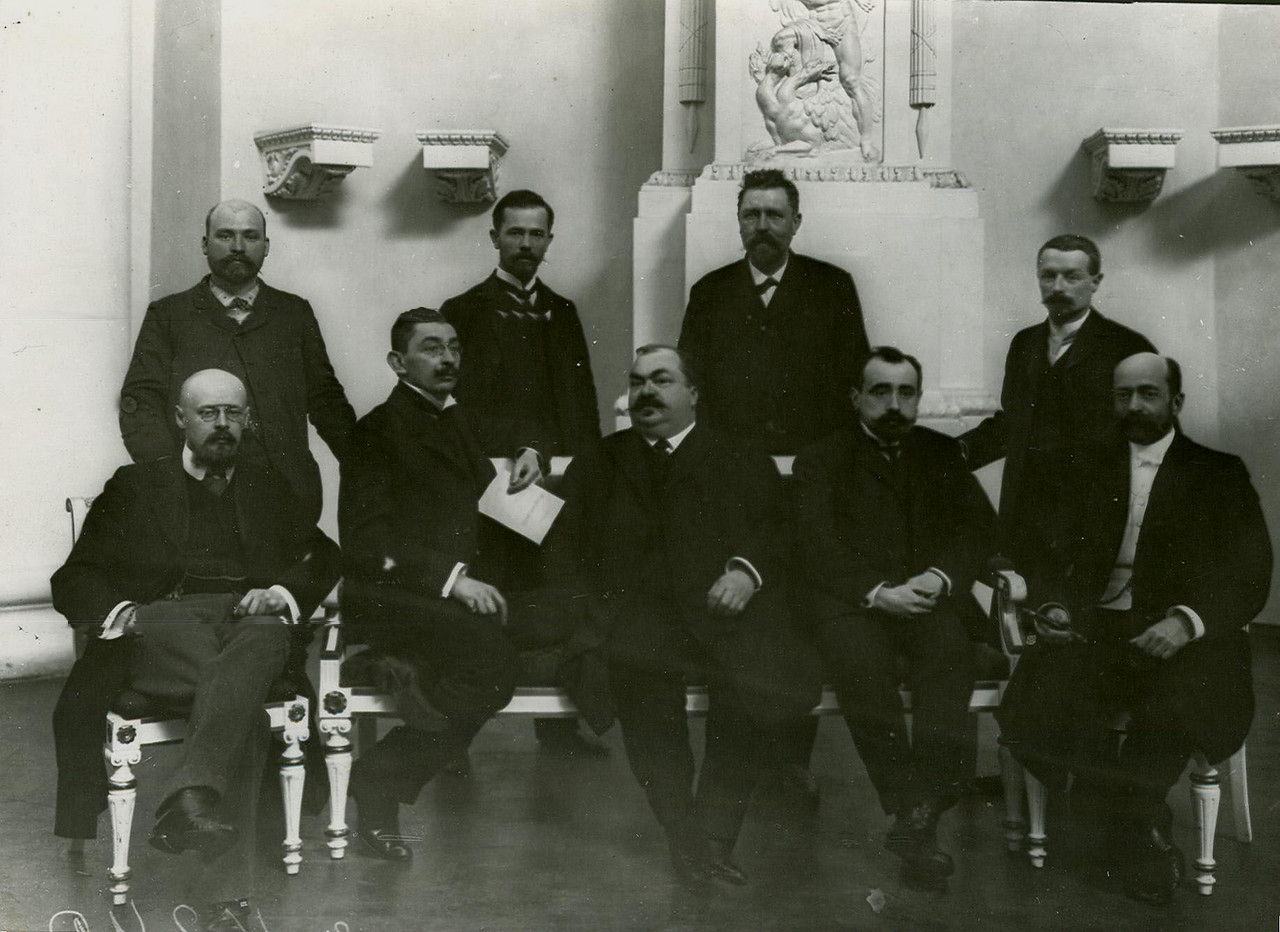
Membri ai Dumei a II-a de Stat din partea Basarabiei. În picioare (de la stânga): Emelian Melenciuc, Arefa Tretiacenko, Johann Gerstenberger și Dmitri Sviatopolk-Mirski; așezați (de la stânga): Vladimir Purișkevici, Pavel Krupensky, Anton Demianovici, Pantelimon Sinadino și Pavel Crușeveanu.

S-a născut în anul 1867 în colonia germană Berezina. Tatăl, Johann Gottlieb Gerstenberger (1823-1900), s-a născut în Basarabia (în aceeași colonie), mama, Karolina (n. Nusske, 1834-1900), era originară din colonia Leipzig, la fel colonie germană. În familie pe lângă Johann, au mai fost cinci fii: Christian, Gottfried, Adolf, Samuel și Gottlieb. A studiat la un internat privat. Deținea un teren de aprox. 412 de zeciuieli. A fost membru al Partidului Centrului Basarabiei.
A fost căsătorit de două ori, cu Dorothea Krauss (1862-1900), cu care a avut doi fii și cu Amalie Jundt (1875-?), cu care a avut o fiică.
La 7 februarie 1907 a fost ales în Duma de Stat a Imperiului Rus de convocarea a II-a din partea alegătorilor adunării electorale guberniale a Basarabiei. S-a alăturat fracțiunii „Uniunii din 17 octombrie” și al unui grup moderat. A fost membru al Comisiei agrare a Dumei. A pus semnătura pe declarația legislativă de schimbare a sistemului monetar.
După unirea Basarabiei cu România a continuat să locuiască în Basarabia, activând în agricultură.